# Jan Riegel
Jan Riegel (* 3. srpna 1980) je bývalý český fotbalista, obránce a záložník.

## Fotbalová kariéra
V české lize hrál za FC Marila Příbram, 1. FK Drnovice, FK Mladá Boleslav a SK Dynamo České Budějovice. Nastoupil ve 210 ligových utkáních a dal 11 gólů. Dále hrál v nižší soutěži za SK Hradec Králové. V Evropské lize UEFA nastoupil ve 4 utkáních a v kvalifikaci Ligy mistrů UEFA nastoupil ve 4 utkáních.

## Ligová bilance
| Ročník                          | Zápasy | Góly | Klub                       |
| ------------------------------- | ------ | ---- | -------------------------- |
| Gambrinus liga 1998/99          | 1      | 0    | FC Dukla Příbram           |
| Gambrinus liga 2000/01          | 10     | 1    | FC Marila Příbram          |
| Gambrinus liga 2001/02          | 19     | 0    | FC Marila Příbram          |
| Gambrinus liga 2001/02          | 4      | 1    | 1. FK Drnovice             |
| Gambrinus liga 2002/03          | 17     | 0    | FC Marila Příbram          |
| Gambrinus liga 2003/04          | 23     | 0    | FC Marila Příbram          |
| Gambrinus liga 2004/05          | 30     | 2    | FC Marila Příbram          |
| Gambrinus liga 2005/06          | 28     | 6    | FC Marila Příbram          |
| Gambrinus liga 2006/07          | 6      | 1    | FK Mladá Boleslav          |
| 2. česká fotbalová liga 2007/08 | 6      | 0    | SK Hradec Králové          |
| Gambrinus liga 2008/09          | 24     | 0    | SK Dynamo České Budějovice |
| Gambrinus liga 2009/10          | 24     | 0    | SK Dynamo České Budějovice |
| Gambrinus liga 2010/11          | 10     | 0    | SK Dynamo České Budějovice |
| Gambrinus liga 2011/12          | 8      | 0    | SK Dynamo České Budějovice |
| Gambrinus liga 2012/13          | 6      | 0    | SK Dynamo České Budějovice |
| CELKEM 1. česká liga            | 210    | 11   |                            |